# Пойтингерова карта
Пойтингеровата карта (или Пойтингерова таблица; на латински: Tabula Peutingeriana) е карта, изготвена през XIII век, която е копие на древно римски пътеводител (на латински: itinerarium), представящ по-важните градове и пътища, познати през Късната античност.
Транскрипцията на името е спорна. Ако се спазват правилата за четене в немския език, трябва да се произнася „Пойтингерова“, а ако се съобразим с факта, че това е латински документ – „Певтингерова“. В издадените от БАН през 1958 г. „Латински извори за българската история“ е възприета транскрипцията „Певтингерова“.

## История
Картата е нарисувана през 1265 г. от неизвестен монах от Колмар (град в Елзас). Изнесена от южногермански манастир от немския ренесансов поет и историк Конрад Целтис, който през 1508 година я завещава на аугсбургския градски секретар Конрад Пойтингер, на когото е наречена.
За първи път Пойтингеровата карта е издадена през 1598 година от Маркус Велсер. През 1720 година неин собственик става принц Ойген Савойски. След неговата кончина цялата му лична библиотека се наследява от Хабсбургския двор.
Пойтингеровата карта е копие на древна римска карта, което се доказва от факта, че на нея са точно указани населени места, чието местоположение не е било известно през Средновековието – Помпей (унищожен от вулкана Везувий през 79 г.), Марцианополис (Девня), Состра (с. Ломец, Троянско) и др. Предполага се, че оригиналът е създаден в епохата на късната Римска империя. Бъдещата столица на Източната римска империя е наречена не Византион, а Константинопол – име, което тя получава през 330 г. Йерусалим фигурира с името, което получава през 132 г. – Елиа Капитолина.

## Съхранение
Пойтингеровата карта се пази в Австрийската национална библиотека във Виена. Показва се рядко на широката публика.
Първоначално е била от 12 части, от които са запазени 11. Най-лявата дванадесета част, изобразяваща Британия и Пиренеите, е изгубена. Възможно е тя да е липсвала още при модела, послужил за направата на копието. Запазените части са поставени между стъклени плочи (от 1977 година – акрилни). Факсимиле, изготвено през 1887 година от Конрад Милер, съдържа опит за реконструкция на изгубената част от картата.

## Описание
Картата е нарисувана върху 11 пергаментови свитъка в 6 цвята – черен, червен, зелен, жълт, син и розов. Размерът на картата, ако се съединят оцелелите свитъци, е 682 х 34 см. Обхваща целия познат в Античността свят – от Британия до Индия, която е обозначена с думите „тук се раждат слонове“.
Формата на картата, силно разтеглен правоъгълник, е довела до тежка деформация на реалните пропорции и посоките на света – Апенинският полуостров е неестествено удължен в посока изток-запад. Целта на създателя на картата не е била да направи физическо описание на света, а да даде практическо описание на пътната мрежа (на латински: cursus publicus) в Римската империя с разстояния и кръстопътища. Пътищата са изчертани така, че да е възможно ясното прочитане на всички надписи и изображения, без да се държи сметка за реалните пропорции или географските посоки. Големите градове са обозначени с иконки, като е обърнато особено внимание на селища с топли минерални извори. По-малките градове са обозначени само с текст. Градовете са свързани с пътища, върху които са изписани разстоянията в римски мили (1480 м.) или галски левги (2220 м.), ако са западно от Лион.
Картата визуално наподобява съвременна схема на градския транспорт.

### Места от България
На картата могат да се видят редица селища от днешните български земи. Те са изобразени на свитък № 6 (Западна България до Сердика) и свитък № 7.